# Stráže! Stráže!
Stráže! Stráže! (v originále Guards! Guards!) je název osmé knihy humoristické fantasy série (Úžasná) Zeměplocha anglického autora Terryho Pratchetta. Je to první kniha zahajující čtenářsky oblíbenou linii o Ankh-morporské Městské hlídce (tj. policii).

## Obsah
Hlavní hrdina Karotka je naivně čestný mladík vychovaný trpaslíky, který přichází do zkaženého Ankh-Morporku a brzy se dává k Noční hlídce, toho času se nacházející v rozkladu. Karotkovo nadšení ji však oživí; jeho kolegové desátník Noby Nóblhóch a seržant Fred Tračník mu naopak pomohou vidět věci komplexněji. Velitel Hlídky kapitán Samuel Elánius pak musí vyřešit případ záhadných vražd páchaných spiknutím vedoucím do nejvyšších kruhů a objevení nebezpečného draka.